# 新能代風力発電所

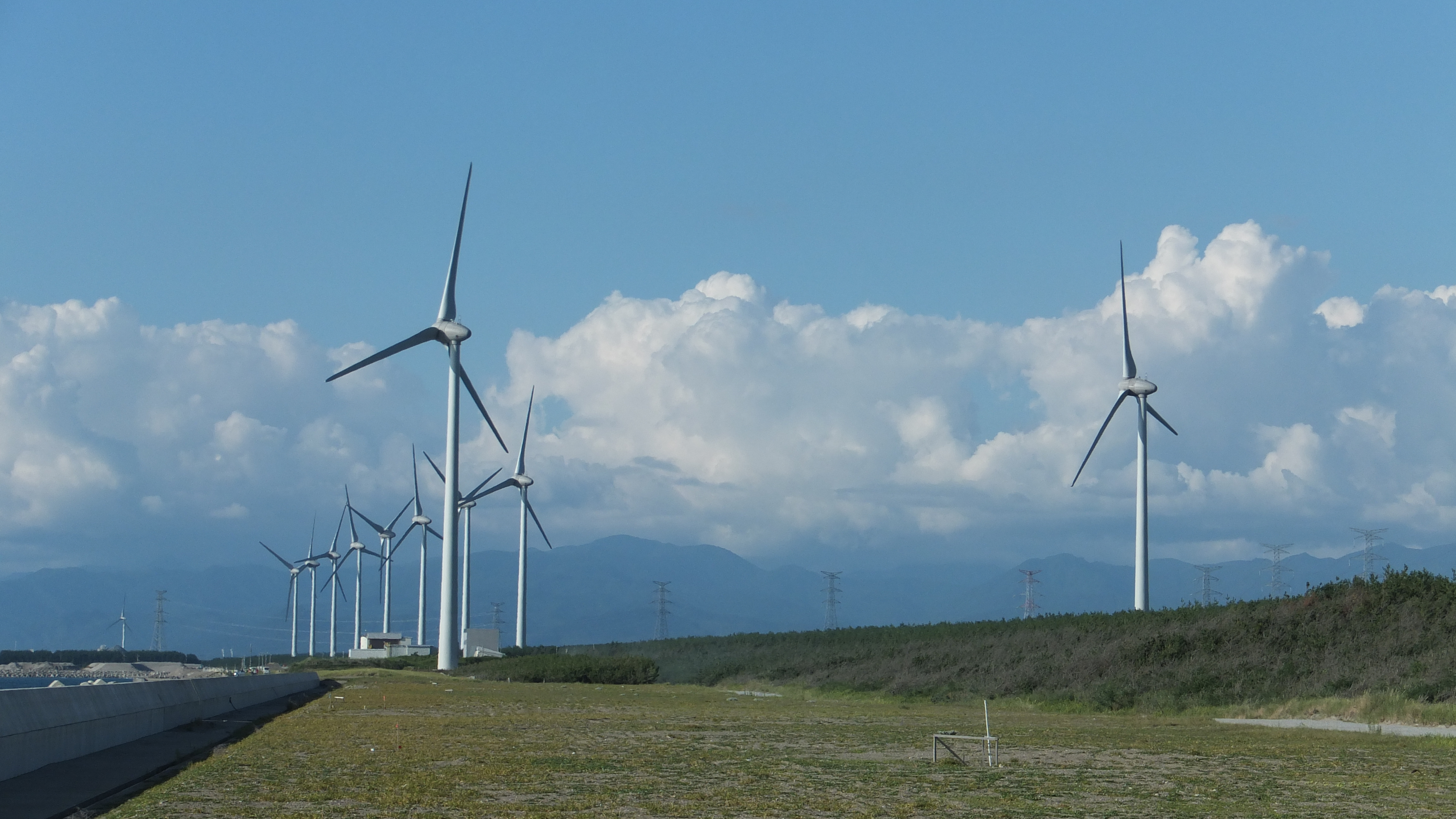
浅内地区の海岸線に建ち並ぶ風車群

新能代風力発電所（しんのしろふうりょくはつでんしょ）は、秋田県能代市浅内にある集合型風力発電所。

## 概要
出力2300kWの風車7基を備え、総出力14,400kWを擁するウィンドファームである。2021年12月より「新能代風力発電所」に名称を変更した。それ以前は能代風力発電所と称し、出力600kWの風力発電機が24基設置され、総出力は同じく14,400kWであった。なお、年間発電量は能代市の戸数の約半数を賄える計算になる。グリーン電力証書システムに契約しており、発電した電力は日本自然エネルギーと東北電力に需給されている。
従前の能代風力発電所は、東北電力のグループ企業で、東北発電工業株式会社、ユアテック、東北緑化環境保全株式会社の合同出資企業である東北自然エネルギー開発株式会社が運営する第1号発電所として、2001年(平成13年)11月1日に営業運転を開始した。発電機はドイツのエネルコン社製であり、日立製作所を通じて能代港から直輸入された。なお羽根と発電機はドイツ製、タワー部分はポルトガル製である。風速2.5m/sから電力を発生し、13.5m/sで600kWになる。それ以上の風速では羽根の角度を変えることで600kWに保ち、風速が25m/sを超えると安全のために停止していた。羽根の先端までの高さは68m、回転軸までの高さは46m、回転直径は44mという諸元である。
しかし、2001年の運転開始から20年を経て設備が老朽化し故障も増え、稼働率が低下したことから建替えが決定し、2020年からリプレース工事に着手した。従前の風車24基を7基に集約、新設する風車は支柱の高さ78m、回転直径82mと大型化し、1基あたりの出力は2,300kWとなった。この大型化は旧設備よりも上空の風を受けられる恩恵をもたらし、ブレードの効率も高まったことで従来比で2割ほど効率が向上。総出力14,400kWに変化はないが、年間の発電量は3,300万kW時から4,000万kW時へと増加することになった。この建替え事業にはおよそ60億円が投じられており、10基以上の風力発電所の更新は、日本国内では初の事例とされる。

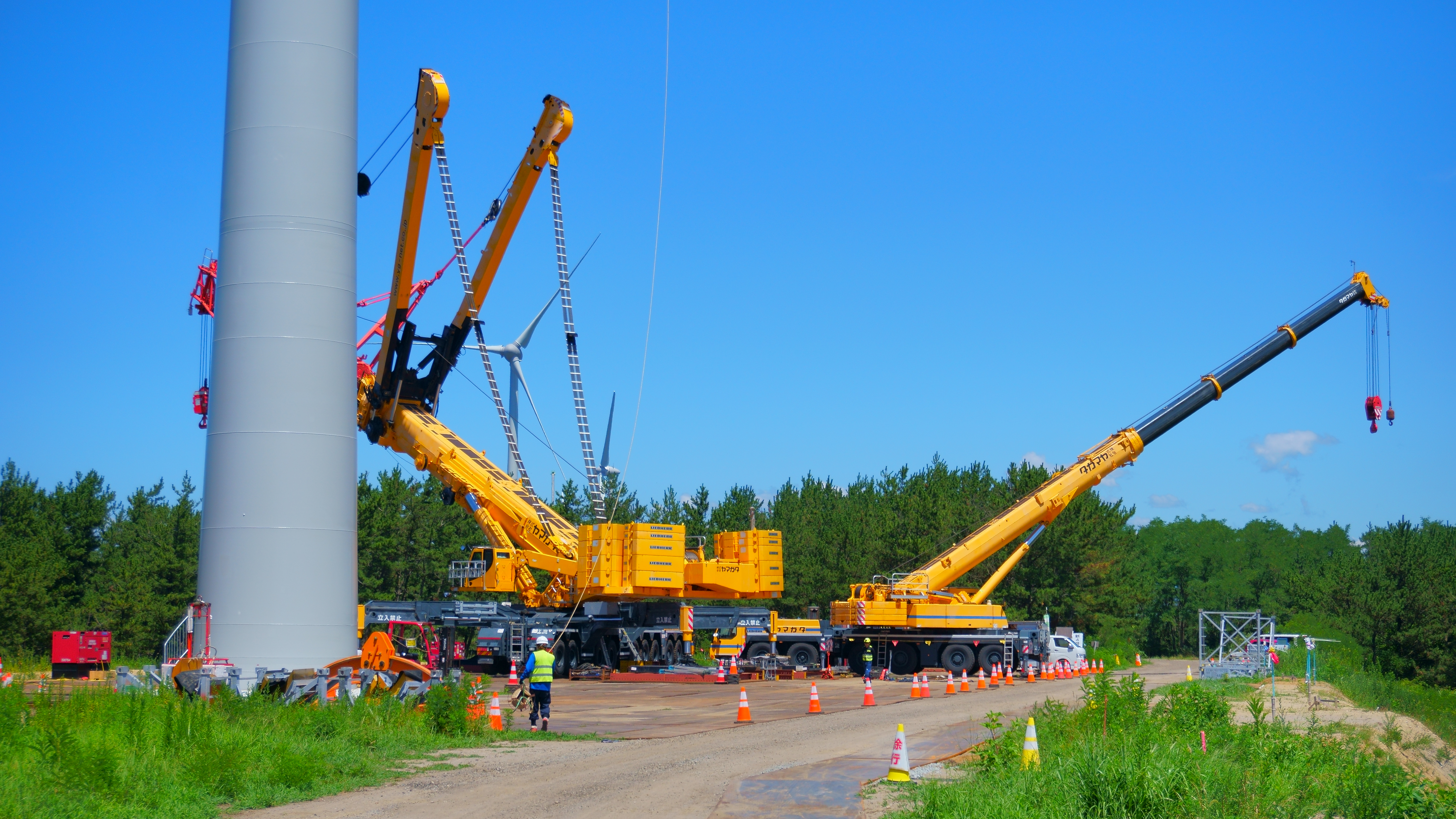
能代風力発電所の建替工事の様子（2021年7月）
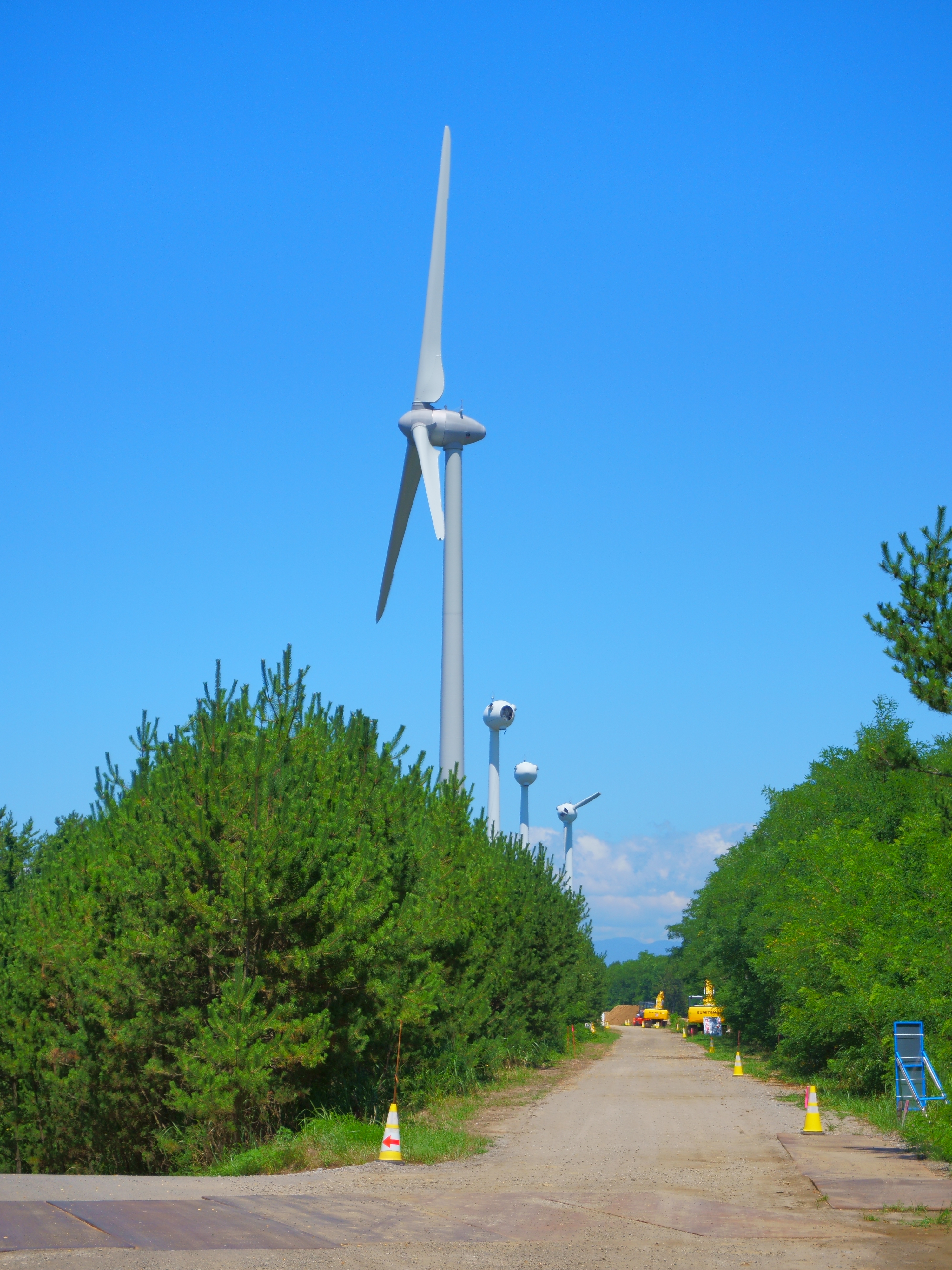
能代風力発電所の建替工事の様子。従前の小型風車（2021年7月）
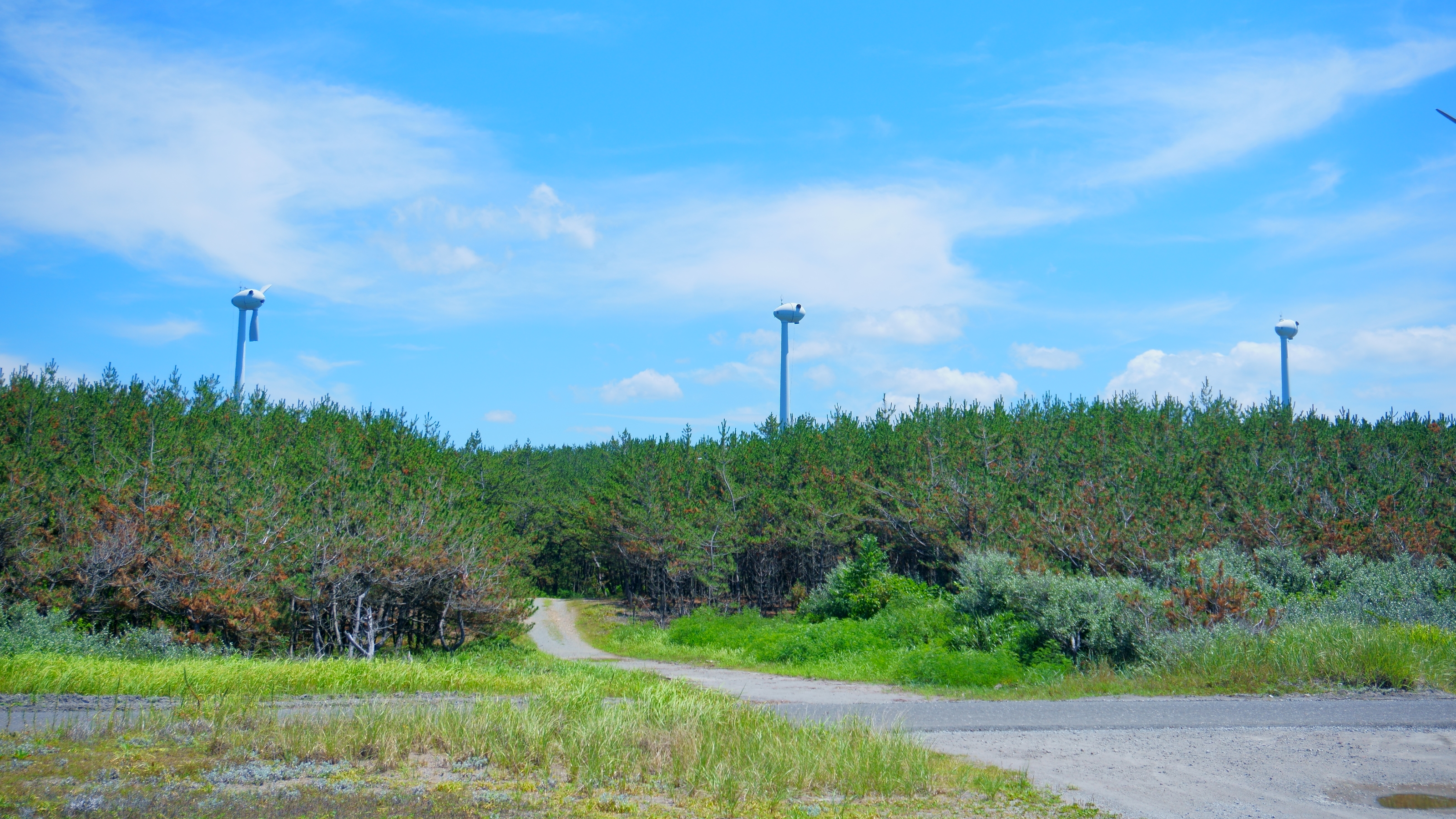
能代風力発電所の建替工事の様子。ブレードが外され解体を待つ支柱（2021年7月）
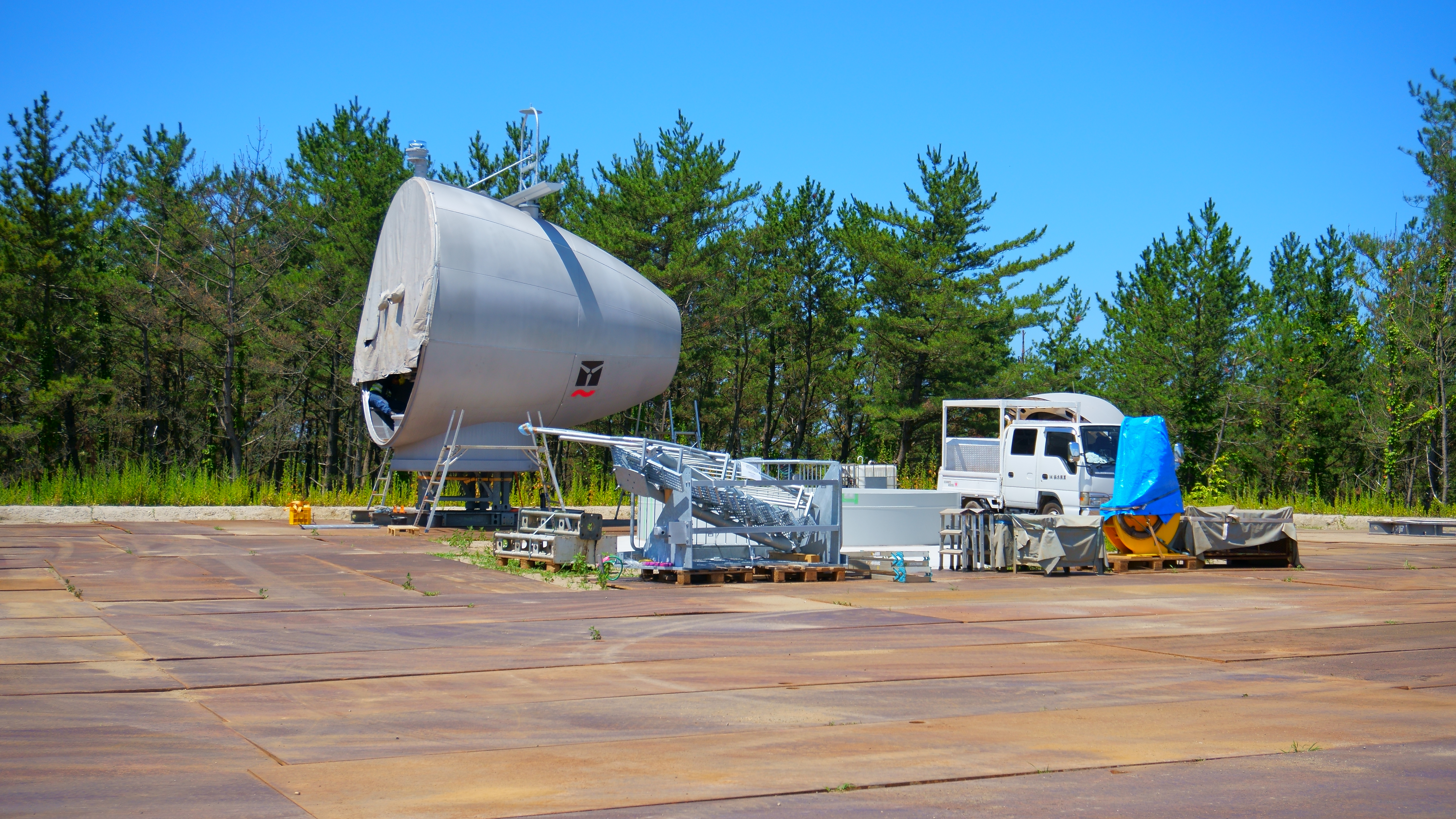
能代風力発電所の建替工事の様子。新たに設置される風車のナセル部分（2021年7月）

## 周辺
- 能代火力発電所
  - 能代エナジアムパーク
- 能代港
- 風の松原
- 能代多目的実験場
- 能代港洋上風力発電所